# Terminal Peak (Tasmanien)
Der Terminal Peak ist ein 785 Meter hoher Berg im Süden des australischen Bundesstaates Tasmanien.
Er liegt am Nordostende der Frankland Range über dem Lake Pedder. Westlich anschließend befindet sich der Mount Lloyd Jones und südöstlich schließt der Mount Jim Brown an. Im Nordosten liegt der Mount Solitary, der vom aufgestauten Lake Pedder umgeben ist.